# Гюльбахар-хатун
Гюльбахар-хатун (осман. کل بھار خاتون, бл. 1432–1492) — дружина османського султана Мехмеда II.

## Життєпис

### Походження
Походження Гюльбахар також не визначене, але те, що вона не туркеня, сумнівів немає — вона рабиня, найбільш імовірно, із Балкан, колишня християнка.
Деякі сучасні історики з Туреччини помилково пишуть, що вона була донькою Ібрагіма II, бея Караманіди, але це неправильно.
Правдивішою є версія Бабінгера, що вона була дочкою невідомого албанського правителя. Адже саме в ті роки назрівав конфлікт з Албанією, який з 1448 по 1450 роки виллється у війну.
В обліках благодійних фондів османської імперії прізвище Гюльбахар записана як Хатун бінті Абдулла (дослівно: дочка слуги Бога) — типове прізвище для тих, хто перейшов в іслам.

### Дружина султана
Точна дата її народження невідома, можливо, у пізні 1430 роки (не раніше Мехмеда). Потрапила вона до палацу десь у 1446 році. Згідно із Бабінгером, Гюльбахар вийшла заміж за Мехмеда приблизно в 1447, але за іншими джерелами в 1448. Тоді народився її син Баязид. Дата народження Баязида залишається суперечливою і варіюється від 1447 року до 1448 або навіть 1452.
Десь у 1450 році, не пізніше 1460 року Гюльбахар народила двох доньок — Гевхер і Айше. Важливо зауважити, вона була єдиною жінкою, до якої cултан Мехмед протягом багатьох років зберігав теплі почуття. Гюльбахар відправляла останньому листи з теплими словами про те, що вона сумує за ним — про це пишуть записи османського історика Мустафи Алі.

### Валіде
Баязид II став султаном в 1481 році після смерті батька. Разом з матір'ю він прибув до Константинополя, де дарував їй титул, аналогічний титулу валіде-султан. Вплив Гюльбахар почав поступово зростати, вона навіть стала втручатися в державні справи. Про це свідчать два збережених листи Баязида до матері, які також вказують на те, що сам султан заохочував дії матері.
Померла в 1492 році, приблизно в 60 років. Баязидом вона була похована біля усипальниці чоловіка, хоча як такого заповіту самого Мехмеда не було.

## Родина
- Баязид II (3 грудня 1447/січень 1448 — 26 травня 1512) — cултан Османської Імперії.
- Гевхер-хатун (до 1460 — після 1477) — у 1474 році була видана заміж за Угурлу Мехмед-бея, принца з династії Аккоюнлу, який був сином правителя Узун-Гасана. Імовірно в цьому шлюбі народився син Мехмед-Челебі; крім того, сином Гевхер і Мехмеда був Гьодек Ахмед, який був одружений із племінницею Гевхер Айнішах-султан.
- Айше-хатун — була одружена з Хасаном, сином імператора бейліка Джандарогуллари Кемаледдін Ісмаїла.

## Благодійність
У 1451 році Гюльбахар була покровителькою побудови мечеті в Едірне, напис на якій був такий: «Священна мечеть Гюльбахар-хатун».

## Пам'ять
Документ, щодо покупки земель в Амасьї, складений в липні 1468 року звертається до царської персони як: «Гюльбахар бінті Абдулла», тепер зберігається в бібліотеці Алі еміра (розділ «Мехмед II», номер 33).
Інший документ з султанською печаткою самого Мехмеда про її власність, датований від листопада 1479 роки (Алі емірі, н. 24).
На згадку про матір в Токаті Баязид ІІ побудував мечеть Хатуніє.

## В культурі
- у турецькому історичному фільмі «Завоювання 1453» (2012) роль Гюльбахар виконала Шахіка Колдемір.
- у турецькому історико-драматичному телесеріалі «Фатіх» (2013) роль Гюльбахар виконала Седа Акман .

1. 1 2 3 4 5 6  https://islamansiklopedisi.org.tr/gulbahar-hatun